# Diplectrona vairya
Diplectrona vairya là một loài Trichoptera trong họ Hydropsychidae. Chúng phân bố ở miền Cổ bắc.